# Теряевский
Теряевский — упразднённый хутор в Петровском районе Ставропольского края России. На момент упразднения входил в состав Константиновского сельсовета. Исключен из учётных данных в 1990 году.

## География
Хутор располагался на безымянной балке, в 3 км, по прямой, к северо-западу от села Кугуты.

## История
По сведениям помещенным в «Списки населённых мест Ставропольской губернии (по данным 1909 года)» в месте расположения хутора Теряевского приведены один трехдворный и 6 однодворных хуторов Теряевых. В 1925 году хутора не упоминаются, возможно они были отнесены к близлежащему посёлку Кугуты.
Решением Президиума Ставропольского краевого Совета народных депутатов от 23.08.1990 г. № 55а хутор исключен из учётных данных.